# Osmanisch-Venezianische Kriege
Die Osmanisch-Venezianischen Kriege, auch Venezianische Türkenkriege, waren eine Reihe von Konflikten zwischen dem Osmanischen Reich und der Republik Venedig, die zwischen 1423 und 1718 ausgetragen wurden. Im Einzelnen waren dies:
- Belagerung von Thessaloniki (1422–1430), venezianisches Eingreifen ab 1423. Osmanische Eroberung Thessalonikis;
- Erster Osmanisch-Venezianischer Krieg (1423–1430). Venedig schloss Frieden und trat Thessaloniki an die Osmanen ab.
- Zweiter Osmanisch-Venezianischer Krieg (1463–1479). Osmanische Eroberung von Negroponte (Euböa), Lemnos und Albania Veneta;
- Dritter Osmanisch-Venezianischer Krieg (1499–1503). Osmanische Eroberung venezianischer Festungen auf der Morea (Peloponnes);
- Vierter Osmanisch-Venezianischer Krieg (1537–1540). Seeschlacht von Preveza. Osmanische Eroberung der Kykladen außer Tinos, der Sporaden sowie der letzten venezianischen Festungen auf der Morea;
- Fünfter Osmanisch-Venezianischer Krieg (1570–1573). Osmanische Eroberung Zyperns (1570/71), osmanische Niederlage in der Seeschlacht von Lepanto (1571);
- Sechster Osmanisch-Venezianischer Krieg oder Krieg um Kreta (1645–1669). Osmanische Eroberung Kretas;
- Siebter Osmanisch-Venezianischer Krieg (1683–1699) oder Moreakrieg. Venezianische Rückeroberung der Morea (Peloponnes), Lefkada, Ägina und Teile Dalmatiens; Ende der osmanischen Vorherrschaft im östlichen Mittelmeer;
- Achter Osmanisch-Venezianischer Krieg (1714–1718): Venezianisch-Österreichischer Türkenkrieg oder Zweiter Moreakrieg. Osmanische Rückeroberung der Morea sowie der Inseln Tinos und Ägina.